# Alfabet kataloński
Alfabet kataloński – alfabet oparty na alfabecie łacińskim, służący do zapisu języka katalońskiego.
Pełny alfabet kataloński składa się z następujących znaków:
Dodatkowo występują także litery: à, é, è, í, ó, ò, ú; ï, ü, ç.